# ناحیه دالاس، میشیگان
ناحیه دالاس (به انگلیسی: Dallas Township) یک منطقهٔ مسکونی در ایالات متحده آمریکا است که در شهرستان کلینتون، میشیگان واقع شده‌است.
 ناحیه دالاس ۹۴٫۵۶ کیلومتر مربع مساحت و ۲٬۳۶۹ نفر جمعیت دارد و ۲۲۲ متر بالاتر از سطح دریا واقع شده‌است.